# 日建設計
株式会社日建設計（にっけんせっけい）は、住友グループ系の組織系建築設計事務所。1900年（明治33年）に現在の住友商事から派生する形で創業。本店は東京都千代田区飯田橋。

## 概要
日建設計の起源は、大阪で1900年（明治33年）に設立された住友本店臨時建築部である。現在の法人格としての設立は、戦後住友の商事会社として発足した日本建設産業（現：住友商事）の建築部門を本来の建築の設計監理業務に復元するため、商事会社から分離独立させることになり、1950年（昭和25年）7月1日に日建設計工務（株）を新設し、この新会社に建築部門が譲渡された。歴史的経緯から住友系企業との結びつきは強く、住友系ビルの多くを手がけている。国内外の有名建築家にも指定されている。

## 沿革
《出典：》
- 1900年（明治33年）6月 - 住友本店臨時建築部設立。
- 1919年（大正08年）12月 - 大阪北港株式会社設立[2]。
- 1933年（昭和08年）6月 - 長谷部竹腰建築事務所設立[3]。
- 1944年（昭和19年）
  - 11月 - 大阪北港株式会社が株式会社住友ビルディングを合併して、住友土地工務株式会社と改称[2][4]。
  - 12月 - 長谷部竹腰建築事務所が住友土地工務株式会社へ営業譲渡[2][4]。
- 1945年（昭和20年）12月 - 終戦後、日本建設産業株式会社に商号変更。
- 1950年（昭和25年）7月 - 建築土木設計監理部門を分離し、日建設計工務株式会社設立。
- 1970年（昭和45年）7月 - 株式会社日建設計に商号変更。

## 設計した主な建造物
- 青森県観光物産館アスパム
- 秋田拠点センターアルヴェ
- 秋田県立野球場
- 泉ガーデンタワー
- 岩手県立大学滝沢キャンパス
- SDK熊本ビル[5][6]
- NHKホール
- NECスーパータワー
- 大阪国際交流センター
- 大阪ドーム
- 大阪府咲洲庁舎（旧：大阪ワールドトレードセンタービルディング）
- 大阪ビジネスパーク

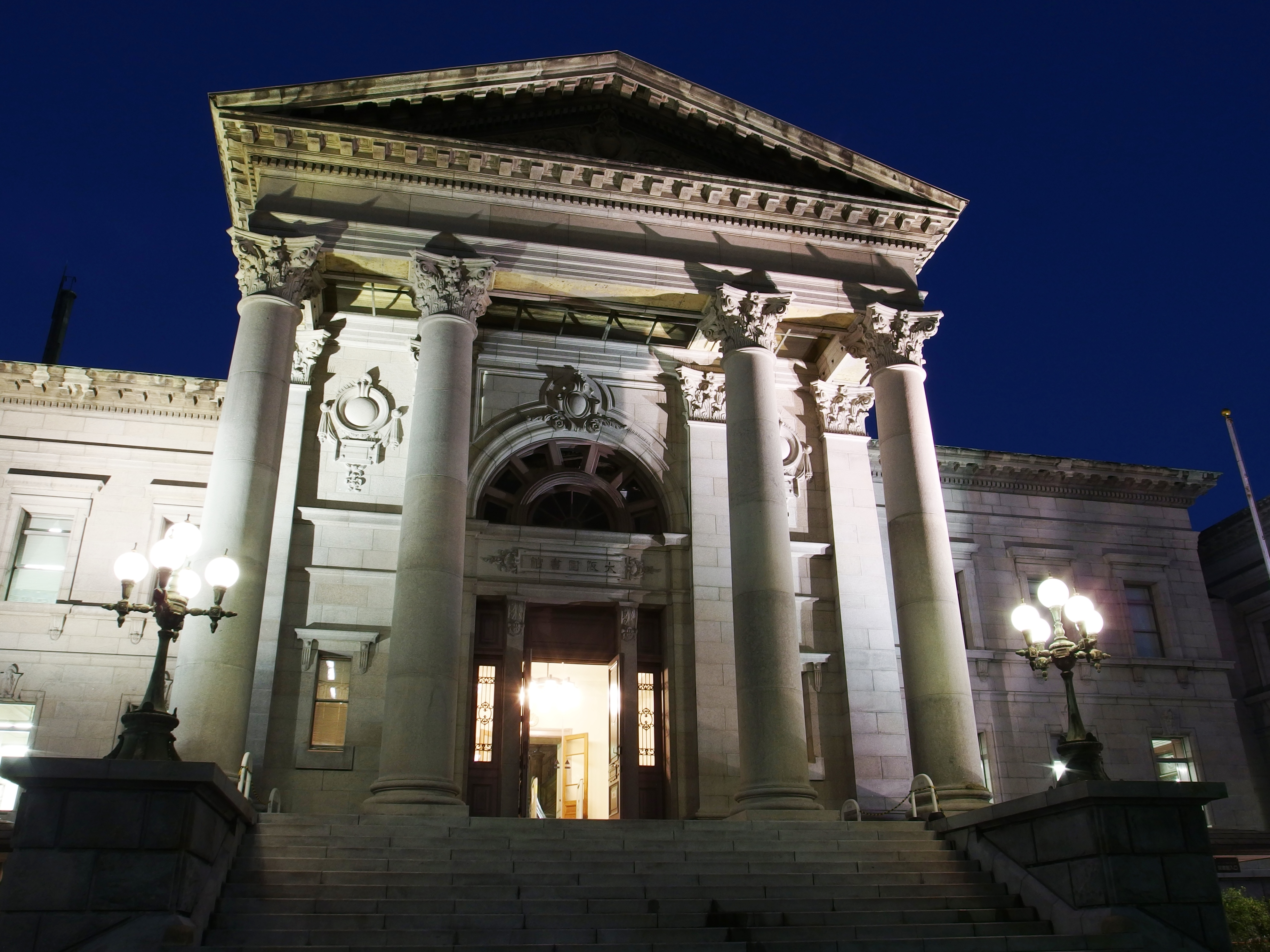
大阪府立中之島図書館

- 大阪府立中之島図書館 ― 第一号の建物、1904年（明治37年）竣工。竣工当時の名称は「大阪図書館」。1974年（昭和49年）に国の重要文化財に指定された。
- 大阪市立東洋陶磁美術館
- 大阪市立大学キャンパス（1993から1996）
- 大阪三井物産ビル
- グランフロント大阪
- Aurora Plaza
- 霞城セントラル
- 関西国際空港旅客ターミナルビル
- 掛川市庁舎
- 木津川市庁舎
- 都ホテル 岐阜長良川
- けいはんなプラザ
- 京都迎賓館
- 経団連会館
- 神戸学院大学ポートアイランドキャンパス
- 神戸国際会館
- 神戸商工貿易センタービル
- 神戸ハーバーランドセンタービル

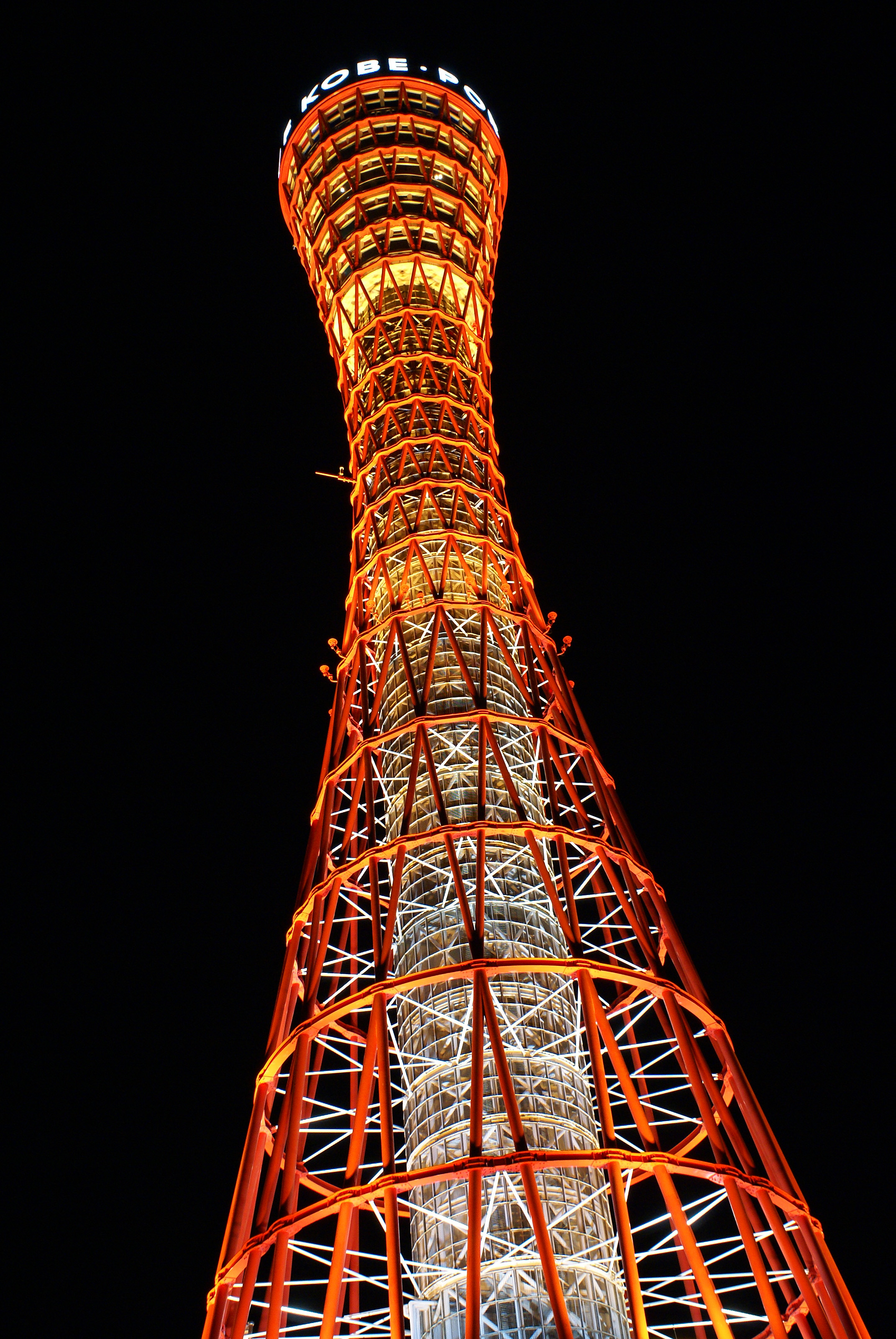
神戸ポートタワー

- 神戸ポートタワー ─ 1963年日本建築学会賞作品賞、BCS賞
- 神戸市庁舎
- 高知市立自由民権記念館
- さいたまスーパーアリーナ
- 山陰合同銀行本店
- 滋賀県立琵琶湖博物館
- 新宿NSビル
- スイスホテル南海大阪
- 東京スカイツリー
- 新東京国際空港ターミナルビル
- 神保町シアタービル
- 住友ビルディング
- 聖路加国際病院
- 世界貿易センタービル
- 総合地球環境学研究所
- 高松港旅客ターミナルビル
- 大平和祈念塔（PLタワー）
- 大丸神戸店
- 中部国際空港セントレア旅客ターミナルビル
- 中部電力本社ビル
- テレビ朝日アーク放送センター
- 東京タワー
- 東京ドーム
- 東京ミッドタウン
- 鳥取県立博物館
- トヨタ自動車本館
- トリエ京王調布
- 中突堤中央ターミナル
- 名古屋ルーセントタワー
- 奈良県文化会館
- 新潟県庁舎
- 日本生命保険本社
- ニューステイトメナー
- 日本基督教団神戸栄光教会
- 日本アイ・ビー・エム本社ビル
- 日本科学未来館
- 乃村工藝社本社ビル
- パレスサイドビルディング ─ 毎日新聞東京本社。DOCOMOMO20選定
- パシフィックセンチュリープレイス丸の内
- 晴海アイランドトリトンスクエア
- 福岡県庁舎
- 福岡タワー
- ホキ美術館
- ホテルニューオータニ大阪
- ホテルニューオータニ幕張
- ポートピアホテル
- ポーラ美術館 ─ 担当安田幸一、2004年日本建築学会賞作品賞
- ポーラ五反田ビル ─ 1971年日本建築学会賞作品賞、1973年BCS賞
- ミッドランドスクエア
- みなとみらい21
- 明治イノベーションセンター（株式会社 明治　研究本部）、2018年度 第31回 日経ニューオフィス推進賞
- 桃山学院大学和泉キャンパス ─ 第2回大阪・心ふれあうまちづくり賞大阪府知事特別賞
- モード学園スパイラルタワーズ
- 山形県立中央病院

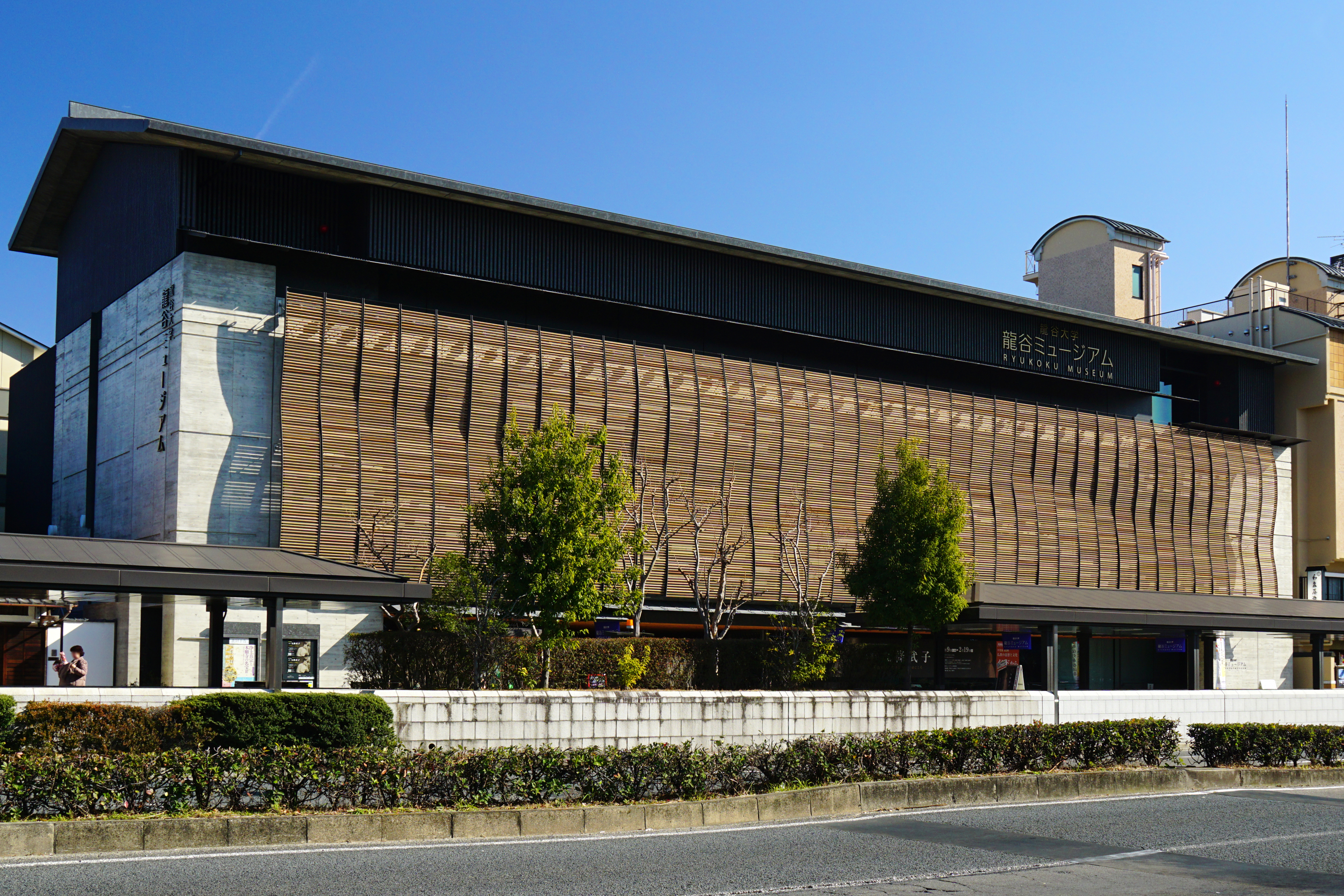
龍谷ミュージアム

- 龍谷ミュージアム ─ AACA賞奨励賞、日事連建築賞、SDA賞
- ワールドシティタワーズ
- 私のしごと館

現在開発中のものだけでも、更に数十物件の設計を行っている

### その他
その他、日建での取り組み
- エコシティ新水の都大阪（1955年、大阪市）
- 魚の棚筋街道形成（大阪船場地区、1993年）
- 江東防災拠点再開発計画（1968年から1974年）
- 酒田大火の災害復興市街地再生（1976年から1979年）
- 南関東大震災対策改装基盤整備計画（1974年から1975年）
- 此花西部臨海地区開発マスタープラン（USJ プランニングサービス）

（地盤）
- 関空・沈下コントロール（1994年（平成6年））
- 住友金属和歌山製鉄所基礎　（1940年（昭和15年））
- 広島県庁浮き基礎工法　（1956年（昭和31年））
- 出光徳山精油所RCリンク基礎　（1957年（昭和32年））
- 大阪毎日新聞社社屋基礎土質調査　（1953年（昭和28年））
- 志布志国家石油備蓄基地基礎・大規模裁荷　（1984年（昭和59年））土木学会技術賞
- 東京電力・富津LNG地下タンク解析法　（1985年（昭和60年））
- 軟着島構想FAGT（1990年（平成2年））

（水質業務）
- 震災時水利用実験・阪神疏水構想　（1996年（平成8年））
- 淀川水系環境意識調査　CVM法適用　（1995年（平成7年））
- 長良川河口堰水質予測計算　（1992年（平成4年））
- 小川原湖塩分挙動予測モデル検討　（1993年（平成5年））
- 新宮川淡水赤潮対策調査　（1989年）
- 琵琶湖水環境現況総合調査　（1991年（平成3年））
- 琵琶湖総合水管理調査　（1981年（昭和56年））

### おもな在籍人物
- 野口孫市
- 日高胖
- 長谷部鋭吉
- 杉浦克美：1956年度日本建築学会賞作品賞受賞
- 山根正次郎：1956年度日本建築学会賞作品賞受賞
- 薬袋公明
- 伊藤紘一：1963年度日本建築学会賞作品賞受賞
- 仲威雄：1963年度日本建築学会賞作品賞受賞
- 林昌二：1971年度日本建築学会賞作品賞受賞
- 矢野克己：1971年度日本建築学会賞作品賞受賞
- 櫻井潔：現株式会社櫻井潔建築設計事務所・ETHNOS代表
- 小倉善明：1982年度日本建築学会賞作品賞受賞
- 浜田信義：1982年度日本建築学会賞作品賞受賞
- 山梨知彦：2014年度日本建築学会賞作品賞受賞
- 羽鳥達也：2014年度日本建築学会賞作品賞受賞
- 石原嘉人：2014年度日本建築学会賞作品賞受賞
- 川島範久：2014年度日本建築学会賞作品賞受賞
- 横川隆一
- 大谷弘明：2005年度日本建築学会賞作品賞受賞
- 山下和正：1976年度日本建築学会賞作品賞受賞
- 中村光男：元代表取締役社長、2006年度日本建築大賞受賞
- 與謝野久
- 石福昭：元早稲田大学教授
- 和田章：現東京工業大学建築物理研究センター教授
- 川瀬貴晴：現千葉大学大学院工学研究科教授
- 安田幸一：現東京工業大学大学院教授　2004年度日本建築学会賞作品賞受賞
- 伊香賀俊治：現慶應義塾大学教授
- 陶器浩一：現滋賀県立大学環境科学部教授
- 坂牛卓：現東京理科大学第二工学部建築学科教授
- 宮本好信：現愛知工業大学工学部建築学科教授
- 小野良平：現東京大学大学院農学生命科学研究科・准教授
- 近本智行：現立命館大学理工学部　建築都市デザイン学科教授
- 川島克也
- 江副敏史：2025年度日本建築学会賞作品賞受賞
- 多喜茂：2025年度日本建築学会賞作品賞受賞
- 髙畑貴良志：2025年度日本建築学会賞作品賞受賞
- 岩崎克也：現東海大学建築都市学部建築学科教授・建築都市学部長
- 渡海紀三朗

### 日建設計グループ
- 日建設計総合研究所
- 日建ハウジングシステム
- 日建スペースデザイン
- 日建設計コンストラクション・マネジメント
- 日建設計（上海）諮詢有限公司
- 日建設計（大連）都市設計諮詢有限公司
- 日建設計（成都）都市設計諮詢有限公司